# 水上村立水上中学校
水上村立水上中学校（みずかみそんりつ みずかみちゅうがっこう）は、熊本県球磨郡水上村湯山にあった公立の中学校。
2023年（令和5年）3月末をもって閉校し、村内の小学校2校（湯山・岩野）とともに、義務教育学校「水上村立水上学園」に統合された。
校地・校舎ともに、増改築の上、新設の「水上学園」に継承されている。

## 概要
歴史
1947年（昭和22年）の学制改革（六・三制の実施）の際に、新制中学校として創立。創立から76年目の2023年（令和5年）に、義務教育学校新設のため、閉校した。
校訓
「自主・創造・協調」
校章
村の花であるシャクナゲの花弁および葉を背景にして、中央に「中」の文字を配している。
校歌
作詞は山口白陽、作曲は滝本泰三による。歌詞は3番まであり、歌詞中に校名は登場しない。
通学区域
水上村全域。小学校区は水上村立湯山小学校および水上村立岩野小学校であった。

## 沿革
- 1947年（昭和22年）
  - 4月14日 - 学制改革（六・三制の実施）により、「水上村立水上中学校」（最終名）が創立。当初、本校を置かず、村内の小学校3校に中学校の分室を併設する形をとる。
    - 「岩野分室」（いわの、水上村立岩野小学校に併設）
    - 「湯山分室」（ゆやま、水上村立湯山小学校に併設）
    - 「古屋敷分室」（ふるやしき、水上村立古屋敷小学校に併設[1]）

  - 4月23日 - 開校式を挙行。
- 1952年（昭和27年）
  - 10月28日 - 3分室（岩野・湯山・古屋敷）を廃止の上、新橋に完成した木造新校舎に全生徒を収容。
  - 11月1日 - スクールバスの運行を開始。
- 1953年（昭和28年）度 - 校章を制定。
- 1959年（昭和34年）8月 - 体育館が完成。
- 1960年（昭和35年）
  - 1月 - 市房ダムが完成。
  - 2月 - 新校地に木造2階建ての新校舎が完成し、移転を完了（ダム水没による移転）。
- 1967年（昭和42年）度 - 完全給食を開始。
- 1972年（昭和47年）度 - プールが完成。
- 1980年（昭和55年）度 - 部室棟が完成。
- 1991年（平成3年）度 - 校訓を制定。新校舎が完成。
- 1992年（平成4年）度 - 水上町立水上中学校[2]（当時群馬県利根郡水上町）との姉妹締結校交流（修学旅行）を開始。
- 1997年（平成9年）度 - 頭髪自由化を完全実施。
- 2010年（平成22年）度 - プールを移転。
- 2021年（令和3年）度 - みなかみ町立水上中学校[2]（群馬県利根郡みなかみ町）との姉妹締結校交流を終了。
- 2023年（令和5年）
  - 3月11日 - 閉校記念式典を挙行。
  - 3月31日 - 義務教育学校水上村立水上学園新設のため、閉校。

## 交通アクセス
最寄りの鉄道駅
- くま川鉄道 湯前線「湯前駅」

最寄りのバス停留所
- 九州産交バス 「水上役場前」・「水上中学校前」停留所

最寄りの幹線道路
- 国道388号・国道446号
- 宮崎県道・熊本県道142号上椎葉湯前線

## 周辺
- 水上村役場
- 多良木警察署 水上警察官駐在所
- 上球磨森林組合
- 水上村商工会
- 球磨川